# Харківський спеціальний навчально-виховний комплекс ім. В. Г. Короленка
Комунальний заклад «Харківський спеціальний навчально-виховний комплекс імені В. Г. Короленка» Харківської обласної ради — є одним з найстаріших закладів для незрячих дітей в Україні.

## Історія
Відкритий 7 травня 1887 р. у м. Харкові під патронатом імператриці Марії Федорівни і Опікунської ради як училище для сліпих дітей.
Спочатку училище розміщувалося в будинку на Німецькій вулиці (нині — Григорія Сковороди). Існувало на так званий кухлевий збір – мешканці школи мали індивідуальні кухлі для збору пожертвувань. Окрім цього, в училище надходили кошти від благодійників. Незрячих людей навчали ремеслам і готували до самостійного життя.
У 1889 р. училище переїхало на Основу. Водночас вирішувалось питання про будівництво спеціальної будівлі для училища, яке планувалося розташувати на перехресті двох вулиць – Сумської і Госпітальній (нині — Данилевського). Будівництво стало можливим завдяки пожертвуванням. Завдання виконав архітектор Сергій Іліодорович Загоскін (за відомостями Л. Е. Розвадовского, будівля училища була побудована за проєктом його брата, архітектора Іліодора Іліодоровича Загоскіна, розробляв креслення і керував будівництвом арх. Ф. І. Шустер). 4 січня 1892 р. училище переїхало в будівлю, яка вже мала головний корпус. У 1902 році за проєктом архітектора Віктора Валеріановича Величка в центральній частині була обладнана внутрішня церква Христа Спасителя. Повністю будівля для училища була збудована у 1914 році, в ній заклад знаходиться і сьогодні (м. Харків, вул. Сумська, 55).
Сліпі діти вивчали загальноосвітні дисципліни в об'ємі народної школи. Вчилися 8 років. Спочатку вивчали читання і письмо шрифтом Брайля, усну лічбу, з ними проводили так звані «фребелівські заняття» — ліплення, складання кубиків, згинання паперу, плетіння, вишивання. Потім проводили уроки географії, історії, природничої історії, малювання. У навчальному закладі викладали також спів, світський і духовний. Існував чотириголосний хор, який співав в церкві училища, а окрім цього брав участь у народних читаннях і святкових концертах для жителів міста. Обов'язковими для всіх були фізичні вправи та ігри на повітрі. Музично обдарованих дітей навчали гри на музичних інструментах.
При училищі існував ремісничий клас, оскільки випускники училища повинні були не тільки дістати освіту, але і набути навички, які давали б їм можливість заробляти на життя після закінчення курсу.
При училищі існувала бібліотека книг шрифтом Брайля. Окрім підручників, в бібліотеці були книги російських і закордонних письменників, періодичні видання (переважно дитячі журнали), науково-популярні твори та спеціальний журнал «Дозвілля сліпих».
Після революції 1917 р. почалася перебудова всієї системи народної освіти. Вперше в історії навчання сліпих дітей на території Російської імперії школи для фізично дефективних дітей увійшли в загальну державну систему навчальних закладів.
Крім навчальних предметів діти засвоювали такі ремесла: в'язали панчохи, шили білизну, тачали чоботи, ремонтували взуття, плели кошики, виготовляли щітки та мітли.
24 січня 1922 р. постановою Ради Народних комісарів УРСР школі присвоєно ім'я В. Г. Короленка. В тому ж році за рішенням Наркомпросу України школа разом з дитячим садком була переформована в дитячий будинок для сліпих дітей.
У 1932 р. школа-інтернат була підпорядкована відділу народної освіти, а в 1934 р. — реорганізована в семирічну з восьмирічним терміном навчання за програмою масової школи.
На початку війни, учні школи не були евакуйовані. Вони залишилися в місті у вкрай небезпечних умовах. Але їх врятували працівники та вихователі школи-інтернату, які не покинули дітей напризволяще.
Після війни, зусиллями керівників і працівників школи-інтернату, в період до 1950 р. для дітей були створені умови проживання не гірше, ніж були перед війною. До 1952 р. школа була повністю забезпечена підручниками та необхідними учбово-наочними посібниками. Провідна роль у процесі навчання відводилася розвитку мислення, мови, логічної пам'яті, довільної уваги, формуванню спостережливості, орієнтації в просторі.
Особлива увага приділялася в школі підготовці учнів до дорослого життя, знаходження в ньому місця для себе та своїх здібностей. Людина з інвалідністю повинна відчувати себе потрібною для суспільства.
У 1991 р. школу реорганізовано в спеціальну гімназію-інтернат, а у 2010 р. — у комунальну установу «Харківський спеціальний навчально-виховний комплекс ім. В. Г. Короленка» Харківської обласної ради.

## Сьогодення
Гімназія для незрячих дітей ім. Короленка сьогодні — це навчально-виховний комплекс, який об'єднує дитсадок, початкову школу, гімназію і музичну школу. У НВК 12 класів, працюють дві групи дошкільнят з порушеннями зору від 3 років.
Кількість учнів – приблизно 200 (з 17 областей України), вони мешкають в інтернаті 9 місяців на рік. Всі діти є інвалідами дитинства по зору з гостротою зору 0 — 0,08, найчастіше вони мають такі захворювання: афакія, анофтальм, буфтальм, катаракта, глаукома, аніридія, а також пухлина мозку, серцево-судинні захворювання, захворювання центральної нервової системи й опорно-рухового апарату, синдром Марфана.

### Навчальний процес
Система освіти є мережею інтегрованих між собою підрозділів:
1. Дошкільне відділення (вік 3-6 років);
2. Початкова школа: 1-4 класи (вік 6-10 років);
3. Основна школа: 5-10 класи (вік 10-14 років);
4. Старша школа: 11-12 класи (вік 14-18 років);
5. Гімназичні класи: 8-12 класи (вік 13-20 років).

Загальна кількість класів - 21.
Профілі навчання в гімназії:
- суспільно-гуманітарний;
- природничо-математичний;
- музично-естетичний;
- трудовий.

В гімназії-інтернаті:
- викладаються спеціальні предмети, такі як корекція, соціально-побутове орієнтування, орієнтування в просторі;
- вивчають основну програму для звичайної школи, а й ряд додаткових предметів: дві іноземні мови, а також латинь, основи комп'ютерної грамотності та ін.;
- учні гімназійних класів мають можливість отримати спеціальність медсестри-валеолога, секретаря-друкарки;
- відкрито філію дитячої музичної школи, в якій 120 учнів навчаються гри на 15 музичних інструментах: скрипка, гітара, фортепіано, віолончель, баян, бандура, флейта, труба, домра, акордеон.

### Розвиток творчих здібностей
Велика увага в гімназії приділяється фізичному та естетичному розвитку учнів. Для розкриття творчих здібностей учнів в гімназії-інтернаті організовано:
- два хорових колективи: старший і молодший хор, в репертуарі яких класичні твори, виконувані на мові-оригіналі, народні пісні. Хор — лауреат міжнародних фестивалів дитячої творчості (м. Реманов Здруй, Польща), багаторазовий лауреат фестивалів дітей-інвалідів «Повір у себе», «Натхнення»;
- ансамбль гітаристів;
- ансамбль домристів;
- ансамбль бандуристів;
- ансамбль народного танцю, лауреат фестивалю «Повір у себе»;
- ансамбль бального танцю;
- духовий оркестр.

Духовий оркестр існує при гімназії вже понад 20 років, його незмінним керівником є випускник школи-інтернату 1954 року А. І. Сєріков. Оркестру присвоєно звання зразкового оркестру МОН України.
У закладі працює 12 гуртків для фізичного розвитку дітей, є 2 спортивні зали, дитяче спортивне містечко. На базі НВК працює спортивна школа обласної організації «Інваспорт». Її вихованці – переможці обласних, всеукраїнських та міжнародних змагань з плавання, голболу, легкої атлетики, шахів.
Центром виховної, пошукової, дослідницької роботи є музей історії школи, який є «Зразковим шкільним музеєм МОН України».
У НВК працює літературна студія, троє вихованців якої стали членами Спілки письменників України.

### Матеріально-технічне забезпечення
У закладі функціонує: 1 майстерня, 37 допоміжних приміщень, бібліотека, книгосховище, пральня, лазня, актова зала, кімната санітарної гігієни, 3 кімнати побуту, 3 роздягальні, медичний кабінет, ізолятор, офтальмологічний та стоматологічний кабінети.

### Співпраця
Налагоджена співпраця з благодійними фондами та громадськими організаціями.
Заклад співпрацює з Американською радою з питань освіти. Протягом останнього десятиріччя 18 учнів виграли гранти на навчання в американських школах на період одного року.

### Випускники
Якщо в радянські часи випускники тоді ще школи-інтернату обирали роботу на підприємствах Українського товариства сліпих (УТОС), сьогоднішні випускники гімназії — студенти університетів і училищ. Вони обирають спеціальність юриста і психолога, масажиста, вчителя музики й іноземних мов, багато інших професій.

#### Відомі випускники
- Тимченко Віктор Петрович — український поет, прозаїк, митець, наставник, керівник літературних студій, член Спілки письменників України.